# Dorothy Buffum Chandler

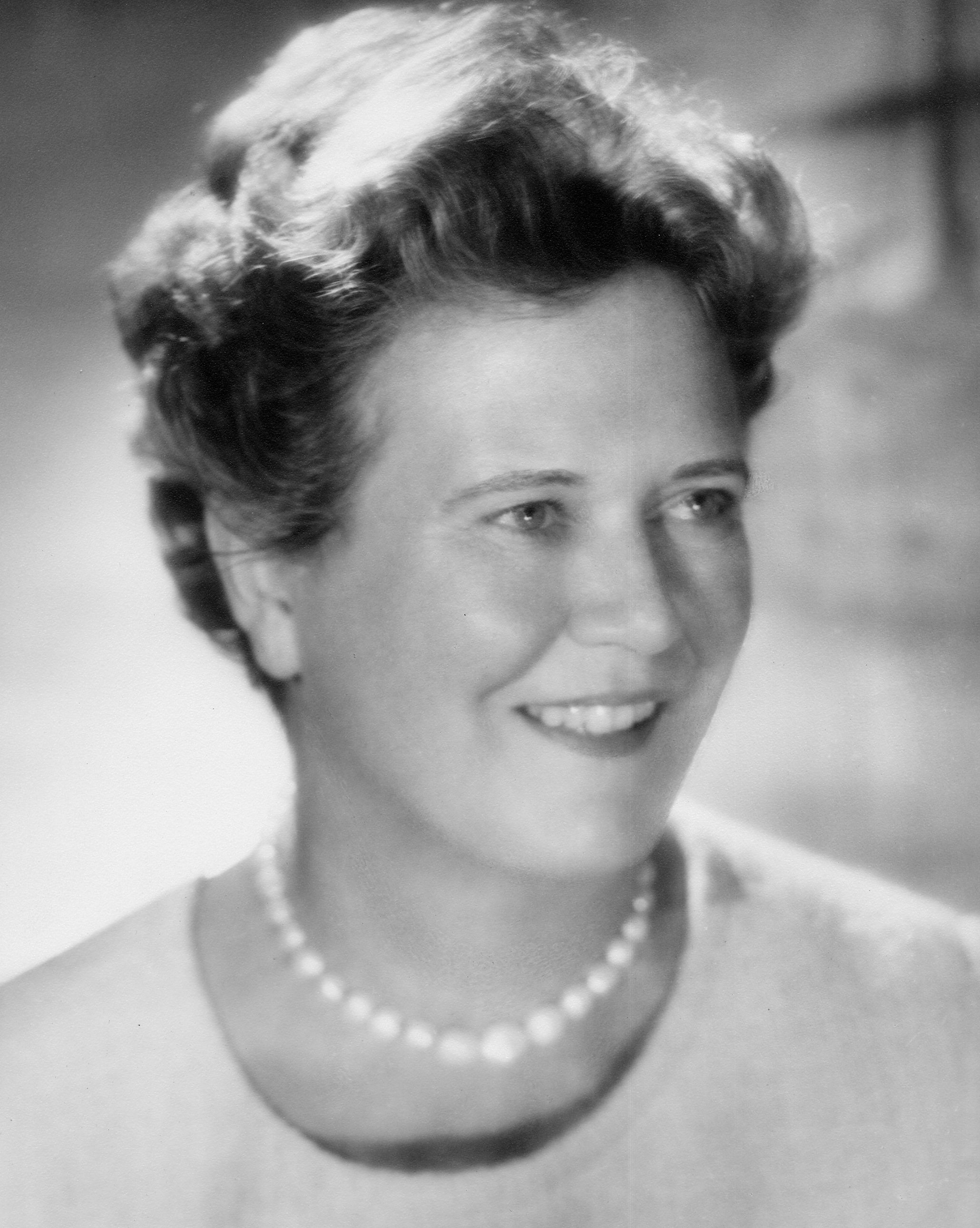
Dorothy Buffum Chandler

Dorothy Buffum Chandler (eigentlich Dorothy Mae Buffum, * 19. Mai 1901 in La Fayette, Illinois; † 6. Juli 1997 in Los Angeles, Kalifornien) war eine US-amerikanische Verlegerin, Kunstmäzenin und Sammlerin.

## Leben
Dorothy Mae Buffum entstammte einer wohlhabenden Familie, ihr Vater Charles Abel Buffum baute zusammen mit ihrem Onkel Edwin die Kaufhauskette Buffum auf. Kurz nach ihrer Geburt zog die Familie nach Long Beach in Kalifornien. Später studierte sie an der Stanford University und lernte bei einer Tanzaufführung ihren späteren Mann, Norman Chandler (1899–1973), kennen. Dieser war der älteste Sohn von Harry Chandler und Enkel von Harrison Gray Otis. Im Jahre 1922 heiratete Dorothy Buffum in die Chandler-Dynastie hinein, aus der Ehe gingen zwei Kinder hervor: Camilla und Otis. 1945 übernahm ihr Mann als Verleger die Herausgabe der überregional erscheinenden Tageszeitung Los Angeles Times. Dorothy Chandler, deren Spitzname Buff oder Buffie war, arbeitete von 1948 bis 1976 bei der Tageszeitung. Während der Jahre von 1955 bis 1973 war sie die Direktorin der Tageszeitung Times Mirror. Sie führte den Times Woman of the Year-Award ein, der im Zeitraum von 1955 bis 1973 an 243 Frauen verliehen wurde. In den späteren Jahren organisierte sie Konzerte und Ausstellungen und nahm mehr als vierzig Millionen US-Dollar Spendengelder ein.
Der Dorothy Chandler Pavilion, eine Konzerthalle in Los Angeles, ist nach ihr benannt.

## Auszeichnungen
- 1974: Humanitarian Award von Variety Clubs International
- 1982: UCLA Medaille von der University of California, Los Angeles
- 1985: National Medal of Arts